# Fiume (fiume)
Il Fiume (Flum in friulano) è un corso d'acqua che si snoda tra il Friuli-Venezia Giulia e il Veneto.
Nasce da varie risorgive situate presso la frazione San Lorenzo di Arzene. Entra poco dopo in comune di Zoppola bagnando Orcenico Superiore, Orcenico Inferiore e Cusano, quindi, in comune di Fiume Veneto, Pescincanna, la stessa Fiume Veneto, Cimpello. Da questo momento le sue acque scorrono in un avvallamento, di qualche metro più basso rispetto ai terreni circostanti e largo in media 2-300 metri.
In comune di Azzano Decimo tocca Tiezzo, passando poi nel territorio di Pasiano di Pordenone dove lambisce Sant'Andrea e la stessa Pasiano (qui forma l'isola Munaressa).
Scorre poi lungo il confine con Meduna di Livenza e la provincia di Treviso. All'altezza di Brische, si unisce al Sile per formare il canale Postumia-Malgher, le cui acque giungono infine al mare Adriatico attraverso il Fosson e il Loncon.
Le pendenze risultano abbastanza modeste (dall'1-2‰ del tratto iniziale allo 0,20‰ del tratto finale), ma lungo il suo corso si collocano numerosi salti in parte ancora utilizzati per la produzione di forza motrice.